# Bavo
Bavo var ett katolskt helgon, död omkring 655.
Enligt en otillförlitlig legend var Bavo först greve av Haspengau, sedan benediktinmunk. Bavo dog som reklus vid Sankt Peter i Gent. Hans festdag firas 1 oktober och 1 augusti. Bavos attribut är en urholkad bokstam och en falk.